# Équipe de Tunisie de Fed Cup
L'équipe de Tunisie de Fed Cup représente la Tunisie à la Fed Cup. Elle est placée sous l'égide de la Fédération tunisienne de tennis.

## Historique
Créée en 1992, son meilleur résultat a été la troisième place de sa poule du groupe II à quatre reprises.

## Joueuses
- Selima Sfar
- Issem Essaies
- Ons Jabeur